# Радовиця
Радовиця (словен. Radovica) — поселення в общині Метлика, регіон Південно-Східна Словенія, Словенія.